# 克拉科夫國家博物館
克拉科夫國家博物館（波蘭語：Muzeum Narodowe w Krakowie）是位於波蘭城市克拉科夫的一座博物館。

## 历史
成立於1879年，是波蘭國家博物館的分館之一。博物館分為21格部門，收藏有78萬件藝術品，涵蓋了自考古文物至現代藝術的廣泛領域。博物館特別側重於收藏波蘭繪畫作品。